# Morschen
Morschen é um município da Alemanha, situado no distrito de Schwalm-Eder, no estado de Hesse. Tem 47,94 km² de área, e sua população em 2019 foi estimada em 3.214 habitantes.

## Cultura e atracções turísticas
Todo o município de Morschen possui uma grande variedade de atracções históricas e culturais. Destacam-se o mosteiro de Haydau, a histórica rua do mercado em Neumorschen, o solar barroco tardio "Altes Forstamt" e o cemitério judeu em Binsförth. O museu dos bombeiros em Altmorschen e o museu de história local de Wichte fornecem informações sobre a história regional. Há também exposições de história local nos arquivos locais e no Mosteiro de Haydau.

## Personalidades
- Johann Sutel (c. 1504-1575), teólogo protestante e reformador, nascido em Morschen.
- August Heinzerling (1899-1989), inventor do Rührfix, produzido em Morschen[2]
- Nils Seethaler (* 1981), antropólogo cultural
- 1981: Waltari Bergmann (1918-2000), reitor, historiador local
- 2001: Ludwig Georg Braun (* 1943), empresário alemão

## Literatura
- Waltari Bergmann: Tausendjähriges Morschen. Hrg. Gemeinde Morschen, 1985
- Otto Wohlgemuth: Morschen im 20. Jahrhundert. ISBN 3-8311-0642-8, erh. bei Gemeindeverwaltung Morschen oder Förderverein Kloster Haydau e.V.